# Stephen Williams (ciclista)
Stephen Williams, nascido a 9 de junho de 1996 em Aberystwyth, é um ciclista profissional britânico que milita nas fileiras do conjunto Bahrain Merida.

## Palmarés
2018
- Ronde d'Isard, mais 2 etapas
- 1 etapa do Giro Ciclístico d'Italia